# Gelasma calaina
Gelasma calaina är en fjärilsart som beskrevs av Turner 1910. Gelasma calaina ingår i släktet Gelasma och familjen mätare. Inga underarter finns listade i Catalogue of Life.